# 布法羅鎮區 (北達科他州卡斯縣)
布法羅鎮區（英語：Buffalo Township）是位於美國北達科他州卡斯縣的一個鎮區。

## 地方資料
布法羅鎮區的面積為93.09平方千米，當中陸地面積為92.97平方千米，而水域面積為0.12平方千米。根據2020年美國人口普查的數據，當地共有人口71人，而人口密度為每平方千米0.76人。